# بابینسکا رکا
بابینسکا رکا (به بلغاری: Babinska Reka) یک منطقهٔ مسکونی در بلغارستان است که در شهرستان بوبف دل واقع شده‌است.